# トランスエア・スウェーデン

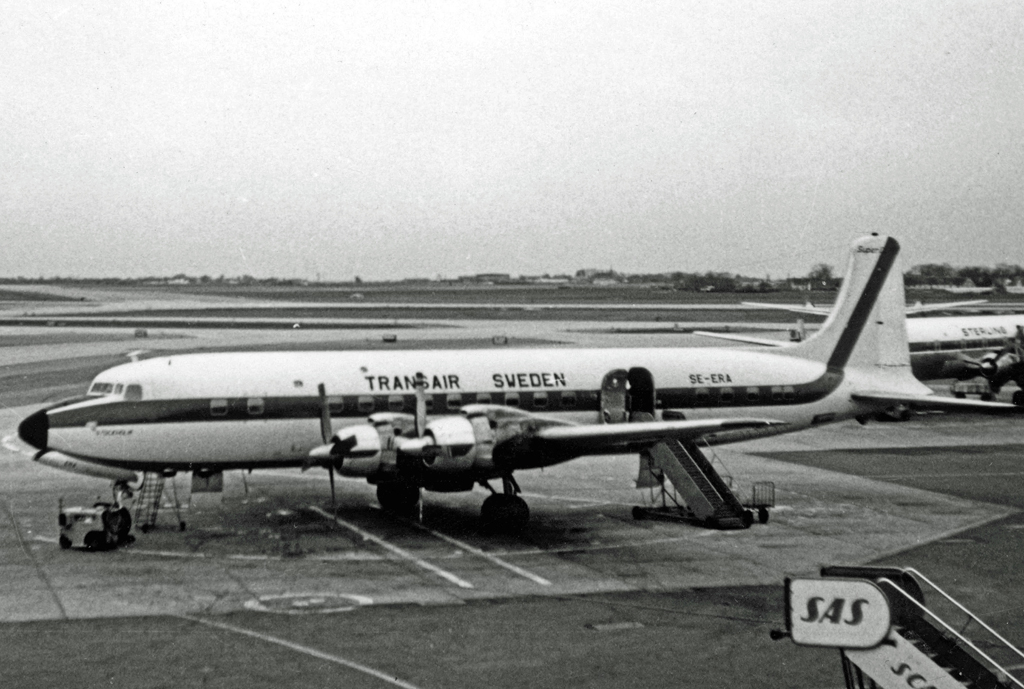
1968年コペンハーゲン空港。トランスエア・スウェーデンのダグラスDC-7B

トランスエア・スウェーデン AB （ ICAO：TB）は、1981年まで運航していたスウェーデンのチャーター便専門の航空会社。 

## 会社の歴史

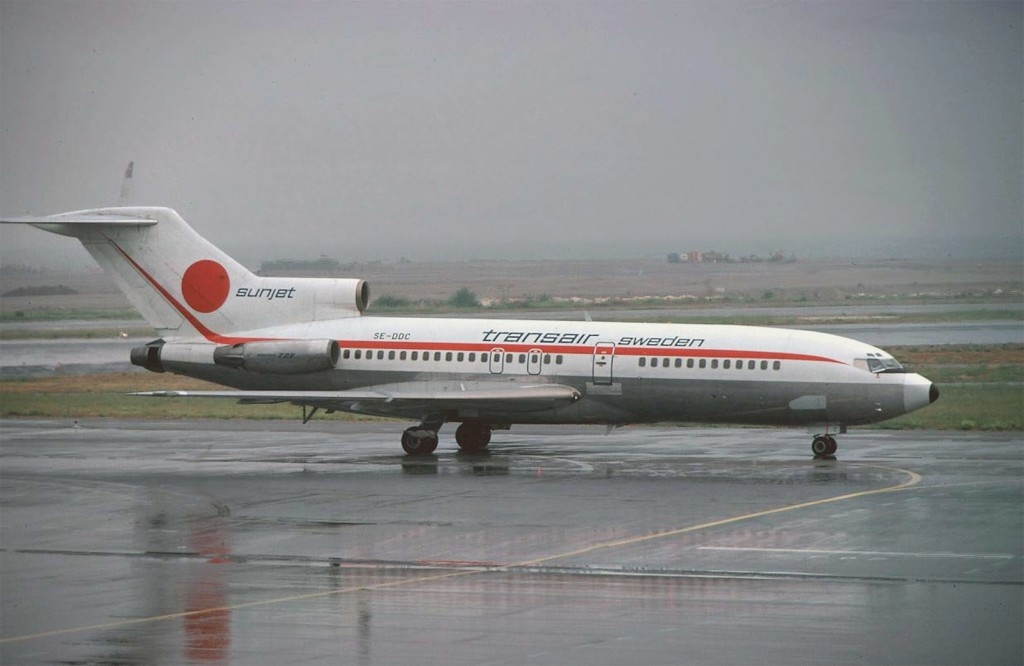
1978年。ボーイング727-100

トランスエア・スウェーデン は、1950年にNordisk Aerotransport ABとして、ストックホルムからスウェーデンの他の場所にエアスピード オックスフォード航空機を使って新聞を運ぶ目的で始められた。 
1953年にダグラスDC-3の使用が開始され、すぐに名前がトランスエア・スウェーデンに変更された。1957年にはCurtiss-Wright C-46 Commando貨物航空機が導入され、そして、1959年にはSASから購入したダグラスDC-6が導入された。 
1965年からは、9台のダグラスDC-7Bがイースタン航空から購入され、チャーター用および国連のためのコンゴでの内戦中のフライト用として追加された。 
SASのための貨物便がマルメ、コペンハーゲン、ハンブルク、アムステルダム、パリなどの都市へと運航を開始した。 1967年にボーイング727-134を購入したが、それらはそれほど長くは保たれなかった。 しかし、その1年後、トランスエア・スウェーデンはスベンスカ・ハンデルスバンケンに買収され、再びジェット機を購入するための資金を得ることとなった。その後、間もなくSASがトランスエア・スウェーデンの株式の過半数を保有した。そして、会社は独自路線のもと飛行を続け、スペイン、カナリア諸島、その他地中海の各地へ観光客を運んだ。 1981年にSASは727をすべて売却し、従業員はSASへと統合された。

## 保有機の詳細
- 3 - エアスピード オックスフォード
- 3 - ダグラス DC-3
- 11 - カーチスC-46コマンドー
- 3 - ダグラス DC-6
- 6 - ダグラス DC-6B
- 11 - ダグラス DC-7B

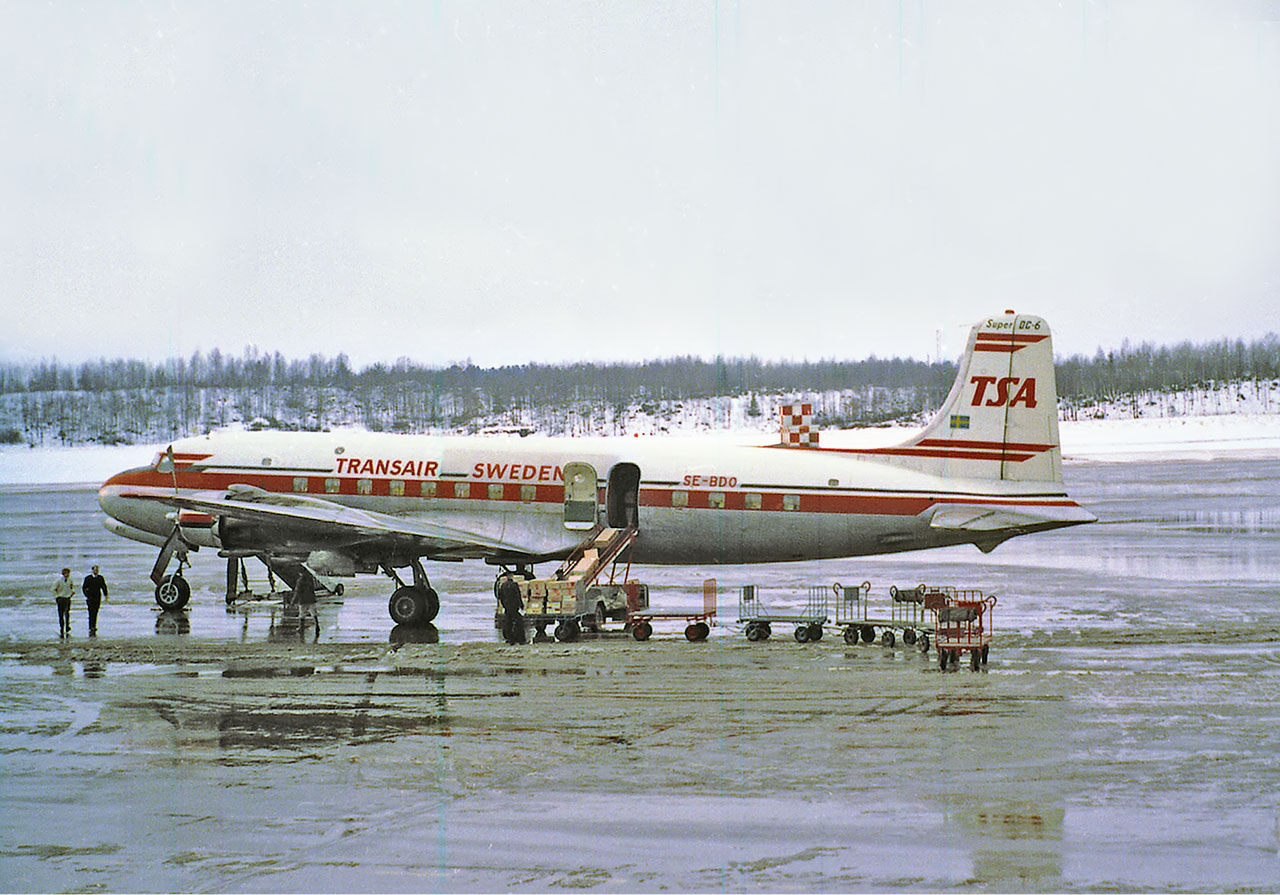
ダグラスDC-6、1965年Soderstromにて

- 4 - ボーイング727-134および727-30C

## 企業経営

### CEO
- 1959 - 1966 - GöstaEllhammar

### 取締役会会長
- 1958-1963 - Knut Bjuhr
- 1963 - 1966 - Bengt Elmgren
- 1973 - 1978 - Knut Hagrup

## 事故と事件
- 1961年9月18日：北ローデシアのンドラ（現在のザンビア）の近くでDC-6B（登録SE-BDY）が墜落し、国連事務総長ダグ・ハマーショルドおよび他の15人の乗員と乗組員が死亡した。[2] 飛行機はトランスエア・スウェーデンによって所有され、国連のために運航されていた。